# 사쿠라이 데루히데
사쿠라이 데루히데(일본어: 桜井 輝秀, 1948년 4월 12일 ~ )는 일본의 전 프로 야구 선수이자 야구 지도자이다. 효고현 스모토시 출신이며 현역 시절 포지션은 내야수였다. 본명은 ‘櫻井 輝秀’(동음).

## 인물
스모토 실업고등학교 시절인 1966년에 훗날 프로에서 동료가 되는 1년 아래이자 에이스인 니시오카 산시로를 거느리고 춘계 긴키 대회에 진출했다. 1차전에서 PL가쿠엔 고등학교의 가토 에이지에게 완봉패를 당했다. 그해 하계 고시엔 효고현 예선에서도 준준결승에 진출했지만 요시오카 구니히로, 후지무라 마사미가 소속된 산다가쿠엔 고등학교에게 패했다.
1966년 드래프트 5순위로 난카이 호크스에 입단하여 1971년부터 주전 2루수로 고정됐고 그 해엔 첫 규정 타석(27위, 타율 0.258)에 도달했다. 1973년에 베스트 나인, 1973년과 1974년에 2년 연속 다이아몬드 글러브상을 수상했고 1973년에 팀의 리그 우승에 기여했다. 타격면에서도 1973년에는 타율 0.282(13위)를 기록하며 팀의 리그 우승에 기여했다. 같은 해 요미우리 자이언츠와의 일본 시리즈에서도 전 경기에 선발 출전했고 19타수 5안타 2타점을 기록했다. 1977년까지 정위치를 지켰지만 1978년 이후에는 고노 다카유키에게 주전 자리를 빼앗겨 출전 기회가 줄어들었다. 그 후에는 3루수, 지명 타자도 겸하여 기용됐지만 1982년에는 1군 출전없이 그 해를 마지막으로 현역에서 은퇴했다.
그 후 난카이·다이에에서 2군 내야 수비 코치(1983년 ~ 1985년), 2군 내야 수비·주루 코치(1986년), 1군 내야 수비·주루 코치(1987년 ~ 1989년), 2군 수비·주루 코치(1990년, 1997년), 1군 수비·주루 코치(1991년 ~ 1995년), 1군 수비 겸 주루 코치(1996년) 등을 역임했고 코치직에서 물러난 후 프런트에 들어가면서 관리부장(1998년 ~ 2004년)을 역임했다. 아나부키 요시오, 스기우라 다다시, 다부치 고이치, 네모토 리쿠오, 오 사다하루 등 5명의 감독 곁에서 침체기를 겪고 있는 팀을 지원했다. 퇴단 후에는 후쿠오카시 사와라구에서 철판구이집을 운영하는 한편 NPO 법인 ‘호크스 주니어 아카데미’ 코치를 맡고 있다.

## 상세 정보

### 출신 학교
- 효고현립 스모토 실업고등학교

### 선수 경력
- 난카이 호크스(1967년 ~ 1982년)

### 수상·타이틀 경력
- 베스트 나인 : 1회(1973년)
- 다이아몬드 글러브상 : 2회(1973년, 1974년)

### 개인 기록
- 통산 1000경기 출장 : 1980년 5월 22일 ※야수로 등록된 선수에 있어서의 NPB 기록이었다. 기록은 오카다 요시후미가 2018년 10월 8일에 경신했다.
- 올스타전 출장 : 2회(1973년, 1974년)

### 등번호
- 37(1967년 ~ 1971년)
- 1(1972년 ~ 1982년)
- 75(1983년 ~ 1985년, 1987년 ~ 1988년)
- 81(1986년)
- 86(1989년)
- 76(1990년)
- 83(1991년 ~ 1996년)
- 74(1997년)

### 연도별 타격 성적
| 연 도       | 소 속       | 경 기 | 타 석 | 타 수 | 득 점 | 안 타 | 2 루 타 | 3 루 타 | 홈 런 | 루 타 | 타 점 | 도 루 | 도 루 자 | 희 생 번 | 희 생 플 | 볼 넷 | 고 4 | 사 구 | 삼 진 | 병 살 타 | 타 율 | 출 루 율 | 장 타 율 | O P S |
| ----------- | ----------- | ----- | ----- | ----- | ----- | ----- | ------- | ------- | ----- | ----- | ----- | ----- | -------- | -------- | -------- | ----- | ---- | ----- | ----- | -------- | ----- | -------- | -------- | ----- |
| 1967년      | 난카이      | 2     | 1     | 1     | 0     | 0     | 0       | 0       | 0     | 0     | 0     | 0     | 0        | 0        | 0        | 0     | 0    | 0     | 1     | 0        | .000  | .000     | .000     | .000  |
| 1969년      | 난카이      | 4     | 5     | 5     | 0     | 0     | 0       | 0       | 0     | 0     | 0     | 0     | 0        | 0        | 0        | 0     | 0    | 0     | 0     | 0        | .000  | .000     | .000     | .000  |
| 1970년      | 난카이      | 23    | 18    | 15    | 4     | 4     | 1       | 0       | 0     | 5     | 1     | 0     | 2        | 0        | 0        | 3     | 0    | 0     | 3     | 1        | .267  | .389     | .333     | .722  |
| 1971년      | 난카이      | 126   | 505   | 457   | 57    | 118   | 18      | 4       | 7     | 165   | 50    | 5     | 2        | 8        | 1        | 30    | 0    | 9     | 50    | 13       | .258  | .316     | .361     | .677  |
| 1972년      | 난카이      | 124   | 520   | 466   | 50    | 121   | 13      | 2       | 5     | 153   | 27    | 4     | 2        | 20       | 2        | 21    | 2    | 11    | 37    | 4        | .260  | .306     | .328     | .634  |
| 1973년      | 난카이      | 111   | 484   | 440   | 60    | 124   | 17      | 2       | 3     | 154   | 28    | 17    | 5        | 11       | 1        | 28    | 0    | 4     | 28    | 9        | .282  | .330     | .350     | .680  |
| 1974년      | 난카이      | 130   | 564   | 502   | 56    | 131   | 19      | 4       | 3     | 167   | 36    | 29    | 5        | 11       | 4        | 46    | 1    | 1     | 52    | 12       | .261  | .322     | .333     | .655  |
| 1975년      | 난카이      | 130   | 523   | 477   | 57    | 123   | 18      | 5       | 3     | 160   | 23    | 8     | 2        | 8        | 2        | 34    | 0    | 2     | 30    | 15       | .258  | .309     | .335     | .644  |
| 1976년      | 난카이      | 125   | 439   | 384   | 37    | 98    | 7       | 2       | 2     | 115   | 25    | 10    | 5        | 18       | 1        | 30    | 0    | 6     | 36    | 9        | .255  | .318     | .299     | .618  |
| 1977년      | 난카이      | 97    | 266   | 237   | 15    | 48    | 6       | 0       | 3     | 63    | 19    | 9     | 2        | 12       | 2        | 11    | 0    | 4     | 21    | 5        | .203  | .248     | .266     | .514  |
| 1978년      | 난카이      | 53    | 150   | 134   | 10    | 21    | 2       | 0       | 1     | 26    | 7     | 1     | 0        | 3        | 0        | 12    | 0    | 1     | 17    | 4        | .157  | .231     | .194     | .425  |
| 1979년      | 난카이      | 58    | 147   | 132   | 15    | 39    | 6       | 0       | 1     | 48    | 12    | 5     | 1        | 5        | 0        | 8     | 0    | 2     | 10    | 5        | .295  | .345     | .364     | .709  |
| 1980년      | 난카이      | 53    | 88    | 80    | 11    | 22    | 3       | 1       | 1     | 30    | 4     | 1     | 0        | 0        | 1        | 6     | 0    | 1     | 12    | 1        | .275  | .330     | .375     | .705  |
| 1981년      | 난카이      | 5     | 1     | 1     | 0     | 0     | 0       | 0       | 0     | 0     | 0     | 0     | 0        | 0        | 0        | 0     | 0    | 0     | 1     | 0        | .000  | .000     | .000     | .000  |
| 통산 : 14년 | 통산 : 14년 | 1041  | 3711  | 3331  | 372   | 849   | 110     | 20      | 29    | 1086  | 232   | 89    | 26       | 96       | 14       | 229   | 3    | 41    | 298   | 78       | .255  | .310     | .326     | .636  |

- 굵은 글씨는 시즌 최고 성적.